# Letnie Mistrzostwa Słowacji w Skokach Narciarskich 2019
Letnie Mistrzostwa Słowacji w Skokach Narciarskich 2019 – zawody mające na celu wyłonić mistrza Słowacji w skokach narciarskich na igelicie, które zostały rozegrane 26 października 2019 w Bańskiej Bystrzycy na kompleksie Žlté Piesky. Przeprowadzono konkursy w pięciu kategoriach wiekowych. Ponadto został rozegrany konkurs weteranów.
Najstarszą kategorię wiekową, którą była kategoria juniorska wygrał Erik Kapiáš. Drugie miejsce w konkursie zajął reprezentujący Czechy Filip Křenek ze stratą trzech dziesiątych punktu. Trzecie miejsce zajął kolejny z Czechów Vojtěch Macháč. Piąte miejsce zajął reprezentant Polski Dawid Stasiak. Na miejscu siódmym sklasyfikowany został drugi ze słowackich skoczków Richard Tiller. W konkursie wystartowało łącznie ośmiu zawodników.
W konkursie młodzików zwyciężył Polak Kacper Jarząbek przed Czechem Danielem Škarką oraz najlepszym ze słowackich zawodników w tym konkursie Hektorem Kapustíkiem. W tej kategorii udział wzięło dwudziestu dwóch zawodników.
Zawody w kategorii do lat jedenastu wygrywali Szymon Bryski wśród mężczyzn (najlepszym ze Słowaków był czwarty Michal Valach) oraz Kira Kapustíková wśród kobiet, natomiast w kategorii do lat dziewięciu Piotr Bobak oraz Antonina Bobak. W konkursie dzieci triumfował Bronisław Kidon.
W konkursie weteranów, w którym udział wzięło siedmiu zawodników wygrał Słowak René Štefanovie wraz z Czechem Jozefem Pavlicą. Trzeci był Polak Dawid Kaszuba. W konkursie tym udział wziął również Jozef Hýsek, który sklasyfikowany został na piątym miejscu
W gronie sędziowskim znaleźli się byli słowaccy skoczkowie, m.in.: Martin Mesík oraz Dominik Ďurčo.

## Wyniki

### Juniorzy – 26 października 2019 – HS63
| Msc. | Zawodnik       | Kraj / Klub          | Kraj / Klub             | I seria | II seria | Punkty |
| ---- | -------------- | -------------------- | ----------------------- | ------- | -------- | ------ |
| 1.   | Erik Kapiáš    | KPSL Banská Bystrica | KPSL Banská Bystrica    | 58,5 m  | 62,0 m   | 205,8  |
| —    | Filip Křenek   | CZE                  | TJ Rožnov pod Radhoštěm | 57,0 m  | 61,5 m   | 205,5  |
| —    | Vojtěch Macháč | CZE                  | Dukla Frenštát          | 60,0 m  | 60,5 m   | 180,8  |
| —    | Jiří Dohnal    | CZE                  | Dukla Frenštát          | 52,0 m  | 55,5 m   | 175,6  |
| —    | Dawid Stasiak  | POL                  | KS Chochołów            | 46,5 m  | 54,5 m   | 152,0  |
| —    | Michal Macháč  | CZE                  | Dukla Frenštát          | 45,0 m  | 53,5 m   | 151,5  |
| 2.   | Richard Tiller | ŠKL Banská Bystrica  | ŠKL Banská Bystrica     | 45,5 m  | 53,5 m   | 145,2  |
| —    | Štěpán Kysel   | CZE                  | Dukla Frenštát          | 46,5 m  | 48,0 m   | 142,4  |

### Młodzicy – 26 października 2019 – HS63
| Msc. | Zawodnik            | Kraj / Klub          | Kraj / Klub             | I seria | II seria | Punkty |
| ---- | ------------------- | -------------------- | ----------------------- | ------- | -------- | ------ |
| —    | Kacper Jarząbek     | POL                  | TS Wisła Zakopane       | 63,0 m  | 64,0 m   | 232,4  |
| —    | Daniel Škarka       | CZE                  | TJ Rožnov pod Radhoštěm | 63,5 m  | 61,5 m   | 222,6  |
| 1.   | Hektor Kapustík     | KPSL Banská Bystrica | KPSL Banská Bystrica    | 60,5 m  | 62,5 m   | 217,3  |
| 2.   | Tamara Mesíková     | Ski Club Selce       | Ski Club Selce          | 58,0 m  | 60,0 m   | 202,8  |
| 3.   | Martin Šidlo        | ŠKL Banská Bystrica  | ŠKL Banská Bystrica     | 56,0 m  | 56,5 m   | 186,6  |
| —    | Rafał Rafacz        | POL                  | AZS Zakopane            | 50,5 m  | 59,5 m   | 185,6  |
| —    | Mikołaj Serwatowicz | POL                  | TS Wisła Zakopane       | 56,5 m  | 55,5 m   | 185,4  |
| —    | Łukasz Łukaszczyk   | POL                  | TS Wisła Zakopane       | 53,5 m  | 56,5 m   | 182,1  |
| —    | Grzegorz Rafacz     | POL                  | AZS Zakopane            | 52,5 m  | 55,0 m   | 173,6  |
| 4.   | Marek Badáni        | KPSL Banská Bystrica | KPSL Banská Bystrica    | 54,5 m  | 49,0 m   | 163,0  |
| . .. |                     |                      |                         |         |          |        |